# جیسون بلی
جیسون بلی (انگلیسی: Jason Bli؛ زادهٔ ۲ نوامبر ۱۹۹۳) بازیکن فوتبال اهل فرانسه است.
از باشگاه‌هایی که در آن بازی کرده‌است می‌توان به باشگاه فوتبال لین و باشگاه فوتبال پاریس اف سی اشاره کرد.